# Бубенцы
Бубенцы, бубенчики — шумовой музыкальный инструмент в виде набора полых металлических шариков с прорезями, внутри которых свободно перемещается один или несколько мелких литых шариков или камешков.
Используются с древнейших времён как оберег и украшение. Во многих традиционных культурах сопровождают танцы, пляски. В России с середины XIX века часто использовались в составе конской упряжи.
Колокольчики и бубенцы часто подшивались к одежде и головным уборам шутов и скоморохов.

## Бубенцы в России

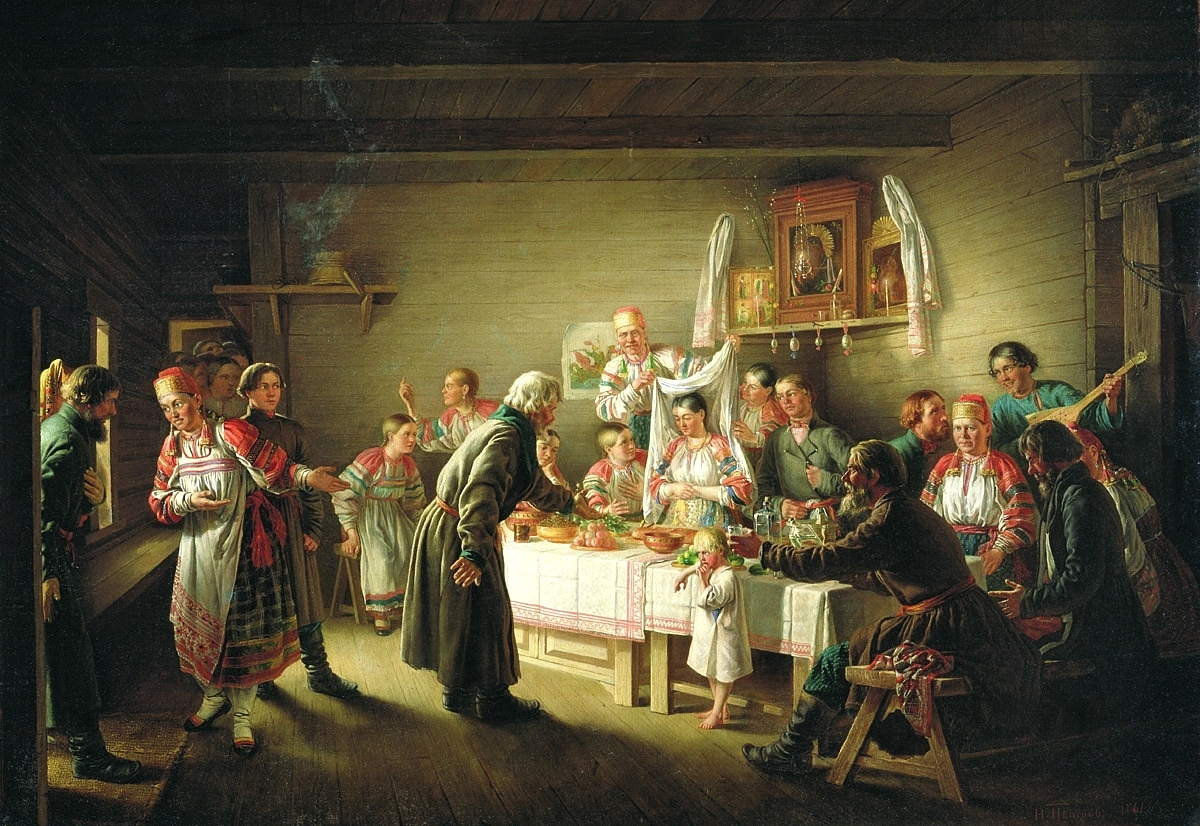
Смотрины невесты. Николай Петров, 1861. Бубенцы различных размеров висят под иконостасом

### Ранняя история
Литые металлические бубенцы находят в культурных слоях VIII—XI веков финно-угорских племен:119—120.
В детских захоронениях радимичей IX—XI веков обнаружены овальные или круглые погремушки, сделанные из обожженной глины, которые представляют собой пустотелые шарики с камешком внутри. Это простейший самозвучащий ударный музыкальный инструмент, издающий звук при встряхивании. Помимо детской забавы, глиняные погремушки могли выполнять обрядовые функции, связанные с древними языческими верованиями. В культурных слоях XI—XV веков находят глиняные погремушки с одним, двумя, пятью отверстиями («глазками») или без них, иногда покрытые глазурью:111—113.
В Великом Новгороде найдены металлические бубенцы X—XV веков:119. Согласно древнерусским письменным источникам бубенцы, как и колокольчики, имели общее название
— «зво́нцы»:116. Отсюда происходит выражение «звонцы-бубенцы».

Картографирование находок бубенчиков [Древней Руси] показывает, что наибольшее их количество обнаружено в северной части расселения восточных славян. Бубенчики чаще всего носили в составе ожерелья, иногда прикрепляли к шейным гривнам, изредка пришивали к головным уборам или вплетали в волосы на висках. Использовали бубенчики также в качестве пуговиц, пришивали или подвешивали к поясам, иногда ими обшивали юбки и рукава женского платья. Чаще всего их носили женщины, но иногда бубенчики находят в мужских захоронениях в качестве пуговиц на вороте рубахи или украшения на обуви— А. М. Авласович

### Использование

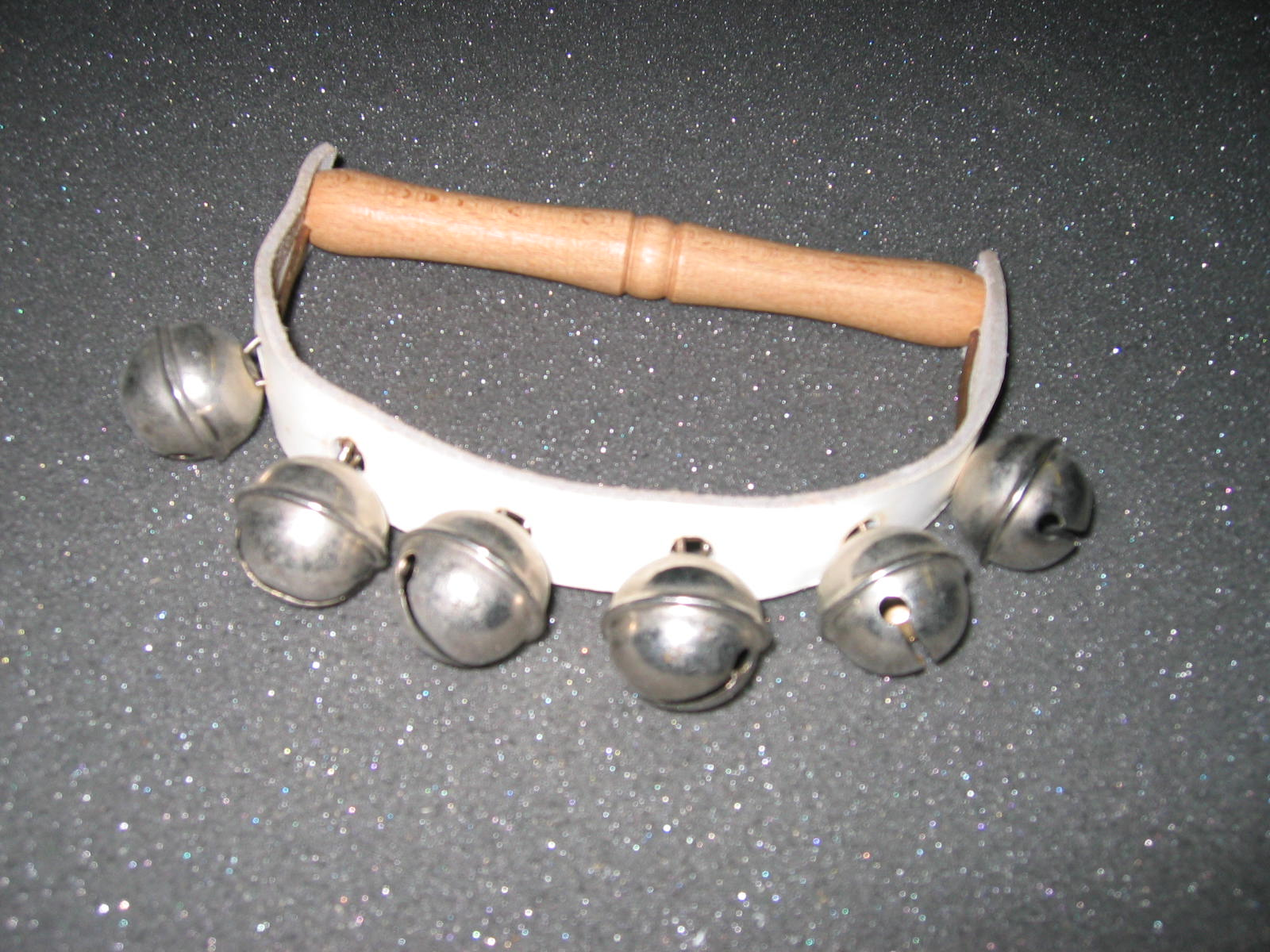
Ручной музыкальный инструмент с бубенцами

Наряду с колокольцами бубенцы пользовались исключительной популярностью у возниц конноупряжных повозок.
Обычно самый крупный из бубенцов прикреплялся посередине дуги над головой лошади. Мелкие бубенцы могли развешиваться по всей дуге, на оглоблях и ремнях уздечки или шлеи. Иногда бубенец крепили на аркан — кожаную или веревочную петлю, которую надевали на шею лошади.
Богатые и знатные люди украшали всю сбрую посеребренными бубенцами.
Подвешиваемые по несколько штук, бубенцы при езде своим звуком не давали скучать пассажирам и уснуть вознице, а в быструю езду предупреждали зазевавшихся пеших ходоков о приближении упряжки. Звон бубенцов сигнализировал о прибытии почты и пассажирской кареты. В праздники, свадьбы, ярмарочные и даже обычные дни, поощряемые заказчиком-пассажиром возницы устраивали гонки, в которых помимо прочего оценивалась гармония, сила и красота звучания набора бубенцов. Получившая известность и всеобщее признание упряжь «русская тройка» не мыслилась без колокольцев или бубенцов. За особую мелодичность и миниатюрную форму звучащие пустотелые шарики в просторечии называли уменьшительно-ласково «бубенчиками».

### Изготовление
Бубенцы производились во многих местах России. Наиболее известным центром их изготовления в середине XIX — начале XX века было село Пурех. В сравнении с изделиями других сел и городов «пуре́хские бубенцы́» отличались высоким качеством изготовления и приятным мелодичным звоном.
Общая для российских промыслов технология предполагала изготовление бубенцов из бронзы или железа. Сфера была цельнолитой или сделана из двух полусфер, которые соединялись и запрессовывались. Реже встречались железные бубенцы. Некоторые из них для предотвращения коррозии покрывали слоем меди в гальванических ваннах; такие изделия назывались бронзированными. Бубенцы имели круглую форму или в виде сферы, сплюснутой по бокам.
Александр Боев из многообразия выпускавшихся изделий выделяет четыре основные вида бубенцов:
- бронзовые цельнолитые гладкие или с пояском;
- бронзовые с рубчиком;
- бронзовые запрессованные из двух полусфер с пояском;
- железные обычные и бронзированные.

На бронзовые бубенцы иногда наносили фабричную марку, нумерацию и орнамент. Встречаются изделия из железа с личным клеймом мастера-изготовителя.